# Szwecja na Letnich Igrzyskach Olimpijskich Młodzieży 2010
Szwecję na Letnich Igrzyskach Olimpijskich Młodzieży 2010 w Singapurze reprezentowało 15 sportowców w 8 dyscyplinach.

## Skład kadry

### Badminton
- Mikael Westerbäck

### Gimnastyka
- Jonna Adlerteg  brązowy medal

### Lekkoatletyka
Chłopcy
- Melker Svärd Jacobsson
- Oscar Vestlund

Dziewczęta
- Angelica Bengtsson - skok o tyczce (4,25 m)  złoty medal
- Heidi Schmidt  brązowy medal
- Khadijatou Sagnia - trójskok  złoty medal

### Pływanie
Chłopcy
- Gustav Åberg Lejdström
- Måns Hjelm

Dziewczęta
- Ida Lindborg
- Louvisa Eriksson

### Taekwondo
- Jennifer Ågren - kategoria 55 kg  brązowy medal

### Tenis stołowy
- Hampus Soderlund

### Triathlon
- Annie Thorén

### Wioślarstwo
- Ebba Sundberg